# Síndrome nefrítica
La síndrome nefrítica és una síndrome per afectació dels glomèruls renals. Es caracteritza per tenir petits porus en els podòcits del glomérul, prou grans per permetre el pas a l'orina de proteïnes (proteïnúria) i de glòbuls vermells (hematúria). Per contra, la síndrome nefròtica es caracteritza per permetre el pas sols de proteïnes. Tant la síndrome nefrítica com la síndrome nefròtica poden donar lloc a hipoalbuminèmia a causa de la pèrdua d'albúmina, que és la proteïna més abundant de la sang.
L'hematúria pot ser causada pel sagnat en qualsevol part del tracte urinari, però si els glòbuls vermells es troben atrapats en cilindres urinaris, el més probable és que el sagnat s'hagi originat en la nefrona i que tingui una síndrome nefrítica.
En general es distingeix de la síndrome nefròtica, però de vegades les dos es descriuen com associades en una minoria de casos (de tant en tant -i confusament- referint-se com a "nefrítica/nefròtica", encara que això es considera com una progressió d'una síndrome nefrítica, i no categòricament una síndrome nefròtica). Algunes malalties poden provocar una o altra síndrome, i tots dos poden tenir una aparença similar a la biòpsia. Cap dels termes representa un diagnòstic definitiu, però ambdós termes poden ser útils en les primeres etapes d'un diagnòstic diferencial.